# Zöldcsőrű selymeskakukk
A zöldcsőrű selymeskakukk (Rhopodytes tristis) a madarak osztályának kakukkalakúak (Cuculiformes) rendjébe, ezen belül a kakukkfélék (Cuculidae) családjába tartozó faj.
Egyes rendszerbesorolások a Phaenicophaeus nembe sorolják Phaenicophaeus tristis néven.

## Előfordulása
India, Nepál, Bhután, Banglades, Mianmar, Kína, Thaiföld, Kambodzsa, Laosz, Vietnám, Malajzia és Indonézia területén honos.

## Alfajai
- Rhopodytes tristis tristis – (Lesson, 1830)
- Rhopodytes tristis saliens – (Mayr, 1938)
- Rhopodytes tristis hainanus – (Hartert, 1910)
- Rhopodytes tristis longicaudatus – (Blyth, 1842)
- Rhopodytes tristis elongatus – (S. Müller, 1835)
- Rhopodytes tristis kangeangensis – (Vorderman, 1893)

## Külső hivatkozások
- Képek az interneten a fajról
- Videó a fajról